# حيلهم بينهم (برنامج)
حيلهم بينهم، هو برنامج مقالب في الفنانين ظهر البرنامج في الكويت عام 2006، ثم انتج لمصر وقدم 4 أجزاء مختلفة منه.

## فكرة البرنامج الجزء الثاني والثالث
يقدمه عمرو رمزي وإخراج طارق فهمي، وقد أنتجته قناة فنون وعرض على فضائيات عدة مثل قناة أبو ظبي، قناة الحياة، قناة الحياة 2 وموجة كوميدي.. وتقوم فكرة البرنامج على المقالب، حيث أن عمر رمزي وهو مواليد المنصورة محافظة الدقهلية له موهبة عالية في استفزاز ضيف البرنامج سواء ممثل أو مطرب أو لاعب كرة... الخ
ويهدف البرنامج عن اكتشاف (مدى رد فعل النجم) عند استفزازه فيتظاهر عمرو بالصفات المكلف بها... بارد الأعصاب... سخيف... رخم... مستفز
فيستضيف نجم أو نجمة ويقنعه بأنه ضيف لبرنامج يدعى (وجهة نظر) وسرعان ما يختبر عمرو قوة هذا الضيف فيعرض له انتقادات الجمهور والآراء المهاجمة له، وبعد حالة الضيق أو الغضب التي يعيشها هذا النجم يكتشف في النهاية أنه مقلب كوميدي تعرض له طوال الحلقة، وقد استضاف البرنامج نجوم كثيرون في مجال الفن والرياضة، وقد تفاوتت ردود أفعالهم خلال حلقات البرنامج.

## حيلهم بينهم كمان وكمان
قرر المخرج طارق فهمي إنتاج جزء آخر من البرنامج ليعرض في رمضان المقبل، وتقرر إجراء بعض التعديلات خصوصاً أن هناك ضيوفاً سبق لهم الحضور في الجزء الأول مثل علا غانم وهالة صدقي ونشوى مصطفى وعصام كاريكا وسعيد صالح وصلاح عبد الله والمطرب الشعبي شعبان عبد الرحيم. حيث تم تبديل المذيع عمرو رمزي بهبة مندور التي استغل فهمي غيابها عن التقديم لفترة طويلة لتكون أكثر واقعية، وتبدل اسم البرنامج الخيالي باسم «نجم النجوم» وأيضاً تغيرت طريقة المقلب، حيث يتم استقبال نجم صاعد وآخر كبير لتحدث المفارقات الكوميدية بينهما، وقد أذيع إعلان الجزء الثاني على قناة الحياة.